# Noël Entreprises
Pour les articles homonymes, voir Noel (entreprise).
Noël Entreprises est une entreprise française de fabrication de chaussures depuis sa fondation en 1928 dans la ville bretonne de Vitré (Ille-et-Vilaine) et située à 30 kilomètres au sud de Fougères, cité de la chaussure féminine française. Le groupe comptait encore quatre marques : Babybotte, Noël-Kids, Mary Isa-Minibel et Easy Peasy.

## Histoire
La marque des chaussures de sport Noël a marqué les années 1970 et les années 1980 sous le nom « Line 7 » en football.
La concurrence asiatique des chaussures de sport de marques américaines comme Nike ou Reebok ont mis en péril la santé économique et la viabilité de l'entreprise. Afin de réduire les coûts, trois usines ont été construites en Tunisie pour le travail du cuir mais elles sont assemblées à Vitré. 
En décembre 2014, le fabricant de chaussures était en redressement judiciaire et licencie près d'une centaine de salariés. En juin 2016, le plan de redressement a été validé par le tribunal de commerce de Rennes. L'entreprise se concentre sur les chaussures pour enfants. Cela n'a pas suffi à rééquilibrer les finances de l'entreprise. Placée en liquidation judiciaire depuis le 18 septembre 2019, le groupe implanté à Vitré et à Pau disposait d’un accord de poursuite d’activité jusqu’au 15 décembre. Mais, faute de repreneur disposé à reprendre les salariés, le tribunal a préféré mettre un terme à l’activité, provoquant le licenciement des 84 salariés.
L'arrêt définitif de l'entreprise a eu lieu le 6 novembre 2019 par le tribunal de commerce de Rennes.

## Le groupe
| Filiale            | SIREN       |
| Noel Distribution  | 428 912 653 |
| Noel Soccer        | 428 912 653 |
| Noel Enfants       | 431 604 339 |
| Babybotte Nantes   | 383 710 522 |
| Umbro France       | 412 272 411 |
| Minibel            | 503 927 329 |
| Noel Franconville  | 495 557 384 |
| Noel Romans        | 452 697 642 |
| Lespetitschaussons | 797 866 266 |
| Noel France        | 316 731 322 |
| Noel Entreprises   | 639 200 989 |
| Yaka Shoes         | 513 961 425 |
| Babybotte          | 095 680 486 |
| Mary Ysa           | 412 470 890 |
| Chaussures Junior  | 622 780 237 |